# انگلیشتاون، نیوجرسی
انگلیشتاون (به انگلیسی: Englishtown) شهری در ایالت نیوجرسی کشور ایالات متحده آمریکا است که جمعیت آن در سرشماری سال ۲۰۱۰ میلادی، ۱٬۸۴۷ نفر بوده‌است.